# Göttinger Wochenzeitung
Die Göttinger Wochenzeitung war eine vom 3. Februar bis 7. Juli 2006 in Göttingen und der näheren Umgebung erscheinende lokale Wochenzeitung. Sie war Deutschlands einzige genossenschaftlich organisierte Lokalzeitung. Herausgeber war die Verlagsgenossenschaft Göttinger Wochenzeitung eG. Die Zeitung bezeichnete sich selbst als unabhängig. Erscheinungstag war immer freitags. Sie hatte einen Umfang von 32 Seiten und war neben dem Göttinger Tageblatt die zweite regelmäßig erscheinende Zeitung in der Stadt. Seit dem 26. November 2004, dem Gründungsdatum der Genossenschaft, wuchs, laut eigener Angabe die Mitgliederzahl von 50 auf über 300 mit insgesamt 581 Geschäftsanteilen à 100 Euro. Die Göttinger Wochenzeitung deckte die Ressorts Politik und Soziales, Wirtschaft und Arbeit, Kultur, Stadtentwicklung, Umwelt und Ernährung, Sport, Vermischtes ab, außerdem gab es eine offene Beteiligungsseite und ein Leserforum. Die Zeitung beschäftigte acht fest angestellte Mitarbeiter.

## Geschichte
Am 29. September 2003 wurde das Projekt einer Göttinger lokalen Wochenzeitung das erste Mal der Öffentlichkeit vorgestellt. Das erste Treffen der Genossenschaftler fand am 21. April 2004 statt, die Verlagsgenossenschaft Göttinger Wochenzeitung eG wurde am 26. November 2004 gegründet. Die erste Sonderausgabe mit dem Themenschwerpunkt Kultur erschien am 14. Oktober 2005, am 11. November erschien eine zweite Sonderausgabe mit dem Thema Umwelt und Ernährung. Die reguläre Nummer Eins der Göttinger Wochenzeitung wurde am 3. Februar 2006 veröffentlicht. 
Am 10. Juli 2006 wurde beim Amtsgericht Göttingen ein Insolvenzantrag gestellt. Die letzte Ausgabe erfolgte am 7. Juli. Als Folgeprojekt wurde eine von der alten Genossenschaft unabhängige Neue Göttinger Wochenzeitung produziert. Auch dieses Projekt wurde am 23. Dezember 2006 eingestellt.